# Звання і відзнаки офіцерів повітряних сил НАТО
Звання і відзнаки офіцерів повітряних сил НАТО (англ. Ranks and insignia of officers in NATO air forces) — це система уніфікованих військових звань, яка визначає положення (права, обов'язки) офіцерів повітряних сил країн-учасниць Північноатлантичного Альянсу з урахуванням загальноприйнятих кодів STANAG 2116 для визначення старшинства офіцерських та інших звань у країнах-учасницях Альянсу.
Коди звань військово-повітряних сил НАТО використовують з метою порівняння звань військовослужбовців збройних сил різних країн.
Офіцерські звання починаються з коду OF-1 (застосовується безпосередньо до всіх підлеглих офіцерів, що нижче за звання капітана) і закінчуються кодом OF-10, який використовується, зазвичай, у випадках воєнного стану; OF(D) — спеціальний код для офіцерів, що проходять стажування.
Нижче подано таблицю звань та знаків офіцерів повітряних сил з оригінальними назвами звань усіх країн-учасниць Північноатлантичного Альянсу, крім Ісландії та Люксембургу, які де-юре не мають збройних сил, або мають, але армія незначна.

## Коди офіцерів НАТО
| Код НАТО | Еквівалент              |
| -------- | ----------------------- |
| OF (D)   | стажист / кандидат      |
| OF-1     | лейтенант               |
| OF-2     | капітан                 |
| OF-3     | майор                   |
| OF-4     | підполковник            |
| OF-5     | полковник               |
| OF-6     | бригадний генерал       |
| OF-7     | генерал-майор           |
| OF-8     | генерал-лейтенант       |
| OF-9     | генерал                 |
| OF-10    | маршал / маршал авіації |

## Звання і знаки офіцерів
|                      |           |
| Capitaine-commandant | Capitaine |

|                |           |
| Stabshauptmann | Hauptmann |